# Saad Al-Harthi
Saad Al-Harthi - também traduzido como Sa'ad Al-Harthi -  (em árabe: سعد مشعل الحارثي) é um ex-futebolista saudita que atuava como atacante

## Carreira
Jogou pelo Al-Nasr, time da primeira divisão da Arábia Saudita. Mesmo sendo um titular no time em que joga, pela seleção sempre esteve batalhando por sua posição. Recentemente foi escolhido como titular, junto com Yasser Al-Qahtani. É apelidado de O Raúl Arabe, devido as similaridades na aparência e no estilo de jogo com o famoso atacante espanhol Raúl.
No dia 14 de março de 2007, foi escolhido como "O jogador mais promissor da Arábia Saudita", pela revista libanesa Al-Hadth. 
A temporada de 2007/2008 foi decepcionante para Saad, pois tem falhado em gols que poderiam levar seu time a vitória. Nesta temporada, Saad só marcou 7 gols, enquanto normalmente teria marcado 15 gols na temporada.

## Seleção
Ele fez parte do elenco da Seleção Saudita de Futebol da Copa do Mundo de 2006 
Marcou um gol decisivo contra a Indonésia, pela Copa da Ásia, em 2007.